# Палермо, Тони
Энтони Джозеф Палермо (англ. Anthony Joseph Palermo) — барабанщик калифорнийской рок-группы Papa Roach, ранее играл в панк-рок группе Pulley и пост-гранж группе Unwritten Law. Кроме того, он был барабанщиком Sixx:A.M. летом 2008 года.

## Биография
Присоединился к группе Papa Roach в 2007 году после ухода из группы Дейва Бакнера после тура, в котором Тони вызвался заменить Дейва. Учился играть на барабанах самостоятельно. Первую установку купили родители, когда ему было 12 лет. На свой первый концерт Тони пошёл в 8 лет, на группу Kiss. Переехал с родителями в Лос-Анджелес в 1984 году.

## Оборудование
- 26x16 kick drum
- 14x9 rack tom
- 16x14 floor tom
- 18x14 floor tom
- 14x6.5 Ultracast snare